# الكسندر أو. أندرسون
الكسندر أو. أندرسون هو قاضي ومحامي وسياسي أمريكي، ولد في 10 نوفمبر 1794 في مقاطعة جيفرسون في الولايات المتحدة، وتوفي في 23 مايو 1869 في نوكسفيل في الولايات المتحدة. نشط حزبياً في الحزب الديمقراطي. وقد انتخب عضو مجلس الشيوخ الأمريكي ‏ عن دائرة Tennessee Class 2 senate seat ‏ وقد انضم خلال فترته النيابية ‏ (25 فبراير 1840 – 3 مارس 1841) للكتلة البرلمانية الحزب الديمقراطي وانتخب عضو مجلس ولاية كاليفورنيا ‏.